# Jelah-Polje
Jelah-Polje je naseljeno mjesto u sastavu općine Tešanj, Federacija Bosne i Hercegovine, BiH.

## Stanovništvo
| Jelah-Polje        |              |
| godina popisa      | 1991.        |
| Muslimani          | 856 (84,83%) |
| Hrvati             | 83 (8,22%)   |
| Srbi               | 7 (0,69%)    |
| Jugoslaveni        | 36 (3,56%)   |
| ostali i nepoznato | 27 (2,67%)   |
| ukupno             | 1.009        |

Jelah-Polje kao samostalno naseljeno mjesto postoji od popisa 1991. godine.